# Physalis tehuacanensis
Physalis tehuacanensis ist eine Pflanzenart aus der Gattung der Blasenkirschen (Physalis) in der Familie der Nachtschattengewächse (Solanaceae).

## Beschreibung
Physalis tehuacanensis ist eine ausdauernde, krautige Pflanze, die eine Wuchshöhe von 22 bis 27 mm erreicht. Sie ist mit gelenkigen Trichomen behaart, die 1,5 bis 2 mm lang werden und zum Teil drüsige, rötlich-braune Köpfchen besitzen. Die Laubblätter sind eiförmig bis dreieckig-eiförmig und am Rand unregelmäßig grob gezahnt bis gewellt gezahnt. Die größten Blätter werden 12 bis 30 mm lang und ebenso breit. Die Blattstiele werden 12 bis 35 mm breit.
Die Blüten stehen an 4 bis 6 mm langen Blütenstielen. Der Kelch ist zur Blütezeit 5 bis 6 mm lang und 4 bis 5 mm breit. Die Kelchzipfel sind lanzettlich bis eiförmig-lanzettlich und 2 bis 2,5 mm lang. Die Krone ist gelb und nicht gefleckt, die misst 8 bis 9 mm in der Länge und 10 bis 11 mm in der Breite. Die Staubbeutel sind gelb und 2,7 bis 3,5 mm lang, die Staubfäden 1,5 bis 3 mm.
Zur Fruchtreife vergrößert sich der Kelch auf eine Länge von 15 bis 18 mm und eine Breite von 14 bis 16 mm, der Stiel wird an der Frucht 8 bis 10 mm lang. Die Beere erreicht eine Länge von 10 bis 11 mm.

## Vorkommen
Die Art ist in Mexiko verbreitet.

## Botanische Geschichte
Das Typusexemplar wurde am 20. Juli 1961 auf der Müllhalde der mexikanischen Stadt Tehuacán gesammelt. Die Erstbeschreibung der Art erfolgte 1969 durch Umaldy Theodore Waterfall.